# みんな子どもだった
『三井住友銀行Presents みんな子どもだった』（みついすみともぎんこうプレゼンツ みんなこどもだった）は2012年4月1日から2015年3月28日までBS-TBSで放送されていたトーク番組である。日曜夜11時から30分間放送していた。三井住友銀行一社提供番組である。

## 概要
脚本家倉本聰が、毎週で毎月一人各界の著名人をゲストに子供の頃を中心に「原点」を語る番組である。番組の題字も倉本の筆によるものを使用している。
2013年3月17日に夜7時から2時間のスペシャル番組として小山薫堂をゲストとして出演した。
番組冒頭では三井住友フィナンシャルグループ企業一覧をエンドロール形式で紹介するオリジナルCMがオープニングキャッチとして流れている。

## 出演

### ホスト
- 倉本聰
- 長峰由紀（TBSテレビアナウンサー）

### ゲスト

#### 2012年
- 4月：養老孟司
- 5月：山田太一
- 6月：秋元康
- 7月：高橋尚子
- 8月：野際陽子
- 9月：野口健
- 10月：立川志の輔
- 11月：原田美枝子
- 12月：山田洋次

#### 2013年
- 1月：栗山英樹
- 2月：渡辺淳一
- 3月：小菅正夫
- 4月：片岡鶴太郎
- 5月：手嶋龍一
- 6月：中山雅史
- 7月：大竹しのぶ
- 8月：澤地久枝
- 9月：雪村いづみ
- 10月：戸田奈津子
- 11月：津川雅彦
- 12月：加藤登紀子

#### 2014年
- 1月：堺正章
- 2月：佐々淳行
- 3月：奥田瑛二
- 4月：井上陽水
- 5月：山下泰裕
- 6月：八千草薫
- 7月：岡田武史
- 8月：夢枕獏
- 9月：中村玉緒
- 10月：舞の海秀平
- 11月：中嶋常幸
- 12月：久米宏

#### 2015年
- 1月：倍賞千恵子
- 2月：岸井成格
- 3月：倉本聰自身がゲスト

## スタッフ
- ナレーション：浜田夕月
- 構成：高橋秀樹、河瀬淑之
- カメラ：西條沢栄、小林豪太、小山内剛、桑原聖典、上野嘉之、渡邊英一、村松洋征
- 音声：佐多正憲、和田裕文、酒井克直、松永勝
- 照明：森山剛伸、住谷洋介、佐多正憲、武田規男、山田芳昭
- 音効：津崎栄作
- 編集：嘉山圭樹、宮坂正憲、小林友幸、青木俊祐、山本圭一
- MA：新庄正昭、乾秀明、高田学、中村匠吾
- 美術プロデューサー：与田滋
- 協力：アグネスホテル東京、青山ロビンズクラブ　ほか
- スタイリスト：横溝貴子（プラニーアオ）
- メイク：マービィ、荒加奈恵
- TK：山崎より子
- ディレクター：武田かい、ヤギトモヒロ
- AD：小澤友里、島袋理子
- AP：石坂晶子、糸賀百合
- 総合演出：初瀬川啓太
- プロデューサー：中原直樹（エフエフ東放）
- チーフプロデューサー：大川修司（BS-TBS）
- 制作：鈴木聡（BS-TBS）※以前はチーフプロデューサー
- 制作協力：エフエフ東放
- 製作著作：BS-TBS